# Гиороју (Валча)
Гиороју (рум. Ghioroiu) насеље је у Румунији у округу Валча у општини Гиороју. Oпштина се налази на надморској висини од 253 m.

## Становништво
Према подацима из 2002. године у насељу је живело 2171 становника, од којих су сви румунске националности.

### Хронологија
| Година       | 1992 | 1993 | 1994 | 1995 | 1996 | 1997 | 1998 | 1999 | 2000 | 2001 | 2002 | 2003 | 2004 | 2005 | 2006 | 2007 | 2008 | 2009 | 2010 | 2011 | 2012 | 2013 | 2014 | 2015 | 2016 | 2017 |
| ------------ | ---- | ---- | ---- | ---- | ---- | ---- | ---- | ---- | ---- | ---- | ---- | ---- | ---- | ---- | ---- | ---- | ---- | ---- | ---- | ---- | ---- | ---- | ---- | ---- | ---- | ---- |
| Становништво | 2385 | 2311 | 2235 | 2188 | 2147 | 2071 | 2040 | 2019 | 2033 | 1999 | 1973 | 1925 | 1902 | 1866 | 1853 | 1800 | 1782 | 1746 | 1719 | 1698 | 1689 | 1643 | 1607 | 1568 | 1545 | 1508 |